# أس دي.كيه أف زي. 7
Sd.Kfz. كانت مركبة عسكرية نصف مجنزرة ألمانية استخدمها الفيرماخت ولوفتفافه وفافن إس إس خلال الحرب العالمية الثانية. Sd.Kfz. هو اختصار للكلمة الألمانية Sonderkraftfahrzeug، «مركبة ذات غرض خاص». أو«سيارة سحب متوسطة 8 طن».

## تطوير
تطوير Sd.Kfz. يمكن إرجاع 7 إلى متطلبات الفيرماخت عام 1934 لمركبة نصف مجنزرة بلغ وزنها ثمانية أطنان (7.87 طن). تم بناء مركبات تجريبية مختلفة من قبل Krauss-Maffei من عام 1934 إلى عام 1938. ظهرت سيارة الإنتاج لأول مرة في عام 1938 وكان من المقرر استخدامها بشكل أساسي كجرار لمدفع 8.8 سم فلاك و15سم SFF18150 مم هاوتزر. توقف الإنتاج في عام 1944. تم صنع السيارة من قبل Krauss-Maffei في ميونيخ، وSaurerwerke في فيينا، وBorgward في بريمن.

## وصف
بريدا 61
نسخة إيطالية مرخصة من بريدا، أنتجت 250 نسخة  1942-1944.